# Francisco I. Madero, delstaten Mexiko
Francisco I. Madero är en ort i Mexiko, tillhörande kommunen Atenco i delstaten Mexiko. Francisco I. Madero ligger i den centrala delen av landet och tillhör Mexico Citys storstadsområde. Orten hade 636 invånare vid folkräkningen 2010.